# Peter Revson
Peter Jeffrey Revson (* 27. Februar 1939 in New York; † 22. März 1974 in Kyalami, Südafrika) war ein US-amerikanischer Automobilrennfahrer. Er war der Sohn von Charles Revson, einem der Gründer des Kosmetikkonzerns Revlon.

## Rennkarriere
Revson bestritt seine ersten Rennen in der Automobil-Weltmeisterschaft 1964 mit einem Lotus-B.R.M. Seine beste Platzierung nach vier Starts war der 13. Platz beim Großen Preis von Italien. Beim Großen Preis von Monaco verfehlte er die Qualifikation und beim Großen Preis von Frankreich musste er seinen Wagen vor dem Rennen an Mike Hailwood abtreten.
Dann fuhr Revson wieder auf dem amerikanischen Kontinent in verschiedenen Rennserien (Can-Am, Trans-Am und anderen). Sein größter Erfolg in dieser Zeit war der zweite Platz beim 500-Meilen-Rennen von Indianapolis 1971 auf einem McLaren-Offenhauser hinter seinem Landsmann Al Unser.
Seinen nächsten Einsatz in der Automobil-Weltmeisterschaft hatte Revson erst beim Großen Preis der USA 1971 für Tyrrell. Er schied in seinem Tyrrell 001 in der ersten Runde mit Kupplungsschaden aus.
Es folgten 1972 und 1973 zwei für Revson erfolgreiche Jahre im McLaren-Team. Revson erreichte bei 23 Starts für McLaren insgesamt 61 WM-Punkte. Seine besten Platzierungen waren zwei Siege (beim Großen Preis von Großbritannien und beim Großen Preis von Kanada im Jahr 1973) sowie zwei zweite und vier dritte Plätze. In beiden Saisons belegte er den fünften Platz in der Fahrerwertung.
Nachdem er 1974 für Shadow in zwei Rennen wegen technischer Probleme nicht ins Ziel gekommen war, verunglückte er bei Testfahrten für den Großen Preis von Südafrika in Kyalami tödlich. Unfallursache war ein Aufhängungsdefekt an seinem Shadow DN3.

## Statistik

### Statistik in der Automobil-Weltmeisterschaft
Diese Statistik umfasst alle Teilnahmen des Fahrers an der Automobil-Weltmeisterschaft, die heutzutage als Formel-1-Weltmeisterschaft bezeichnet wird.

#### Grand-Prix-Siege
| - 1973 Großer Preis von Großbritannien (Silverstone) | - 1973 Großer Preis von Kanada (Bowmanville) |

#### Gesamtübersicht
| Saison | Team                   | Chassis      | Motor                | Rennen | Siege | Zweiter | Dritter | Poles | schn. Rennrunden | Punkte | WM-Pos. |
| ------ | ---------------------- | ------------ | -------------------- | ------ | ----- | ------- | ------- | ----- | ---------------- | ------ | ------- |
| 1964   | Revson Racing          | Lotus 24     | BRM 1.5 V8           | 1      | −     | −       | −       | −     | −                | −      | −       |
| 1964   | Reg Parnell Racing     | Lotus 25     | BRM 1.5 V8           | 2      | −     | −       | −       | −     | −                | −      | −       |
| 1971   | Elf Team Tyrrell       | Tyrrell 001  | Ford-Cosworth 3.0 V8 | 1      | −     | −       | −       | −     | −                | −      | −       |
| 1972   | Yardley Team McLaren   | McLaren M19A | Ford-Cosworth 3.0 V8 | 5      | −     | −       | 2       | −     | −                | 23     | 5.      |
| 1972   | Yardley Team McLaren   | McLaren M19C | Ford-Cosworth 3.0 V8 | 4      | −     | 1       | 1       | 1     | −                | 23     | 5.      |
| 1973   | Yardley Team McLaren   | McLaren M19C | Ford-Cosworth 3.0 V8 | 3      | −     | 1       | −       | −     | −                | 38     | 5.      |
| 1973   | Yardley Team McLaren   | McLaren M23  | Ford-Cosworth 3.0 V8 | 11     | 2     | −       | 1       | −     | −                | 38     | 5.      |
| 1974   | UOP Shadow Racing Team | Shadow DN3   | Ford-Cosworth 3.0 V8 | 2      | −     | −       | −       | −     | −                | −      | −       |
| Gesamt | Gesamt                 | Gesamt       | Gesamt               | 30     | 2     | 2       | 4       | 1     | −                | 61     |         |

#### Einzelergebnisse
| Saison | 1   | 2   | 3   | 4   | 5  | 6 | 7  | 8 | 9 | 11  | 12  | 13 | 14 | 15 | 16 |
| ------ | --- | --- | --- | --- | -- | - | -- | - | - | --- | --- | -- | -- | -- | -- |
| 1964   |     |     |     |     |    |   |    |   |   |     |     |    |    |    |    |
| DNQ    |     | DSQ | DNS | DNF | 14 |   | 13 |   |   |     |     |    |    |    |    |
| 1971   |     |     |     |     |    |   |    |   |   |     |     |    |    |    |    |
|        |     |     |     |     |    |   |    |   |   | DNF |     |    |    |    |    |
| 1972   |     |     |     |     |    |   |    |   |   |     |     |    |    |    |    |
| DNF    | 3   | 5   |     | 7   |    | 3 |    | 3 | 4 | 2   | 18  |    |    |    |    |
| 1973   |     |     |     |     |    |   |    |   |   |     |     |    |    |    |    |
| 8      | DNF | 2   | 4   | DNF | 5  | 7 |    | 1 | 4 | 9   | DNF | 3  | 1  | 5  |    |
| 1974   |     |     |     |     |    |   |    |   |   |     |     |    |    |    |    |
| DNF    | DNF |     |     |     |    |   |    |   |   |     |     |    |    |    |    |

| Legende  | Legende            | Legende                                                          |
| Farbe    | Abkürzung          | Bedeutung                                                        |
| -------- | ------------------ | ---------------------------------------------------------------- |
| Gold     | –                  | Sieg                                                             |
| Silber   | –                  | 2. Platz                                                         |
| Bronze   | –                  | 3. Platz                                                         |
| Grün     | –                  | Platzierung in den Punkten                                       |
| Blau     | –                  | Klassifiziert außerhalb der Punkteränge                          |
| Violett  | DNF                | Rennen nicht beendet (did not finish)                            |
| Violett  | NC                 | nicht klassifiziert (not classified)                             |
| Rot      | DNQ                | nicht qualifiziert (did not qualify)                             |
| Rot      | DNPQ               | in Vorqualifikation gescheitert (did not pre-qualify)            |
| Schwarz  | DSQ                | disqualifiziert (disqualified)                                   |
| Weiß     | DNS                | nicht am Start (did not start)                                   |
| Weiß     | WD                 | zurückgezogen (withdrawn)                                        |
| Hellblau | PO                 | nur am Training teilgenommen (practiced only)                    |
| Hellblau | TD                 | Freitags-Testfahrer (test driver)                                |
| ohne     | DNP                | nicht am Training teilgenommen (did not practice)                |
| ohne     | INJ                | verletzt oder krank (injured)                                    |
| ohne     | EX                 | ausgeschlossen (excluded)                                        |
| ohne     | DNA                | nicht erschienen (did not arrive)                                |
| ohne     | C                  | Rennen abgesagt (cancelled)                                      |
| ohne     | keine WM-Teilnahme |                                                                  |
| sonstige | P/fett             | Pole-Position                                                    |
| sonstige | 1/2/3/4/5/6/7/8    | Punktplatzierung im Sprint-/Qualifikationsrennen                 |
| sonstige | SR/kursiv          | Schnellste Rennrunde                                             |
| sonstige | *                  | nicht im Ziel, aufgrund der zurückgelegten Distanz aber gewertet |
| sonstige | ()                 | Streichresultate                                                 |
| sonstige | unterstrichen      | Führender in der Gesamtwertung                                   |

### Le-Mans-Ergebnisse
| Jahr | Team                       | Fahrzeug       | Teamkollege    | Platzierung | Ausfallgrund |
| ---- | -------------------------- | -------------- | -------------- | ----------- | ------------ |
| 1965 | Société Automobiles Alpine | Alpine M64     | Philippe Vidal | Ausfall     | Motorschaden |
| 1966 | Essex Wire Cooperation     | Ford GT40 Mk.I | Skip Scott     | Ausfall     | Motorschaden |

### Sebring-Ergebnisse
| Jahr | Team                       | Fahrzeug            | Teamkollege    | Platzierung            | Ausfallgrund     |
| ---- | -------------------------- | ------------------- | -------------- | ---------------------- | ---------------- |
| 1966 | Essex Wire Corporation     | Ford GT40           | Skip Scott     | Rang 3 und Klassensieg |                  |
| 1968 | Javelin Racing Team        | AMC Javelin         | Skip Scott     | Rang 12                |                  |
| 1970 | Solar Productions Inc.     | Porsche 908/02      | Steve McQueen  | Rang 2 und Klassensieg |                  |
| 1971 | North American Racing Team | Ferrari 512M        | Swede Savage   | Ausfall                | Getriebeschaden  |
| 1972 | Autodelta S.p.a.           | Alfa Romeo T33/TT/3 | Rolf Stommelen | Ausfall                | Kupplungsschaden |

### Einzelergebnisse in der Sportwagen-Weltmeisterschaft
| Saison | Team                                    | Rennwagen                      | 1   | 2   | 3   | 4   | 5   | 6   | 7   | 8   | 9   | 10  | 11  | 12  | 13  | 14  | 15  | 16  | 17  | 18  | 19  | 20  |
| ------ | --------------------------------------- | ------------------------------ | --- | --- | --- | --- | --- | --- | --- | --- | --- | --- | --- | --- | --- | --- | --- | --- | --- | --- | --- | --- |
| 1965   | Alpine                                  | Alpine M64                     | DAY | SEB | BOL | MON | MON | RTT | TAR | SPA | NÜR | MUG | ROS | LEM | REI | BOZ | FRE | CCE | OVI | NÜR | BRI | BRI |
| 1965   | Alpine                                  | Alpine M64                     |     |     |     |     |     |     |     |     | DNF |     |     |     |     |     |     |     |     |     |     |     |
| 1966   | Essex Wire                              | Ford GT40                      | DAY | SEB | MON | TAR | SPA | NÜR | LEM | MUG | CCE | HOK | SIM | NÜR | ZEL |     |     |     |     |     |     |     |
| 1966   | Essex Wire                              | Ford GT40                      | 17  | 3   | DNF |     | 3   | DNF | DNF |     |     |     |     |     |     |     |     |     |     |     |     |     |
| 1967   | Holman & Moody                          | Ford GT40                      | DAY | SEB | MON | SPA | TAR | NÜR | LEM | HOK | MUG | BRH | CCE | ZEL | OVI | NÜR |     |     |     |     |     |     |
| 1967   | Holman & Moody                          | Ford GT40                      | DNF |     |     |     |     |     |     |     |     |     |     |     |     |     |     |     |     |     |     |     |
| 1968   | DX Sunray Oil Co Javelin Racing         | Chevrolet Corvette AMC Javelin | DAY | SEB | BRH | MON | TAR | NÜR | SPA | WAT | ZEL | LEM |     |     |     |     |     |     |     |     |     |     |
| 1968   | DX Sunray Oil Co Javelin Racing         | Chevrolet Corvette AMC Javelin | 25  | 12  |     |     |     |     |     |     |     |     |     |     |     |     |     |     |     |     |     |     |
| 1969   | Sydney Taylor                           | Lola T70                       | DAY | SEB | BRH | MON | TAR | SPA | NÜR | LEM | WAT | ZEL |     |     |     |     |     |     |     |     |     |     |
| 1969   | Sydney Taylor                           | Lola T70                       | DNF |     |     |     |     |     |     |     |     |     |     |     |     |     |     |     |     |     |     |     |
| 1970   | Team Penske Solar Productions Tony Dean | AMC Javelin Porsche 908        | DAY | SEB | BRH | MON | TAR | SPA | NÜR | LEM | WAT | ZEL |     |     |     |     |     |     |     |     |     |     |
| 1970   | Team Penske Solar Productions Tony Dean | AMC Javelin Porsche 908        | DNF | 2   |     |     |     |     |     |     | DNF |     |     |     |     |     |     |     |     |     |     |     |
| 1971   | NART                                    | Ferrari 512S                   | BUA | DAY | SEB | BRH | MON | SPA | TAR | NÜR | LEM | ZEL | WAT |     |     |     |     |     |     |     |     |     |
| 1971   | NART                                    | Ferrari 512S                   |     | DNF | DNF |     |     |     |     |     |     |     |     |     |     |     |     |     |     |     |     |     |
| 1972   | Autodelta                               | Alfa Romeo T33                 | BUA | DAY | SEB | BRH | MON | SPA | TAR | NÜR | LEM | ZEL | WAT |     |     |     |     |     |     |     |     |     |
| 1972   | Autodelta                               | Alfa Romeo T33                 |     | DNF | DNF | 3   |     |     |     |     |     |     |     |     |     |     |     |     |     |     |     |     |